# Ширина распада
Ширина́ распа́да — физическая величина, характеризующая нестабильную квантовомеханическую систему (распадающийся атомный уровень, радиоактивное ядро и т. п.). Имеет размерность энергии, обозначается греческой буквой Γ. Временна́я зависимость волновой функции стационарного состояния с энергией Е0 может быть описана как
{\displaystyle \psi (t)=\psi (0)e^{-iE_{0}t/\hbar }.}
Заселённость такого состояния не меняется со временем:
{\displaystyle |\psi (t)|^{2}=|\psi (0)|^{2}.}
Для нестабильного (распадающегося) состояния энергия формально заменяется на комплексную величину Е = Е0 − iΓ/2, где Γ — неотрицательное действительное число:
{\displaystyle \psi (t)=\psi (0)e^{-i(E_{0}-i\Gamma /2)t/\hbar }.}
Это приводит к экспоненциальному уменьшению заселённости состояния со временем:
{\displaystyle |\psi (t)|^{2}=|\psi (0)|^{2}\cdot e^{-\Gamma t/\hbar }.}
Ширина распада характеризует неопределённость энергии квантовомеханической системы, имеющей время жизни τ, в соответствии с соотношением неопределённостей: Гτ = ħ.

Распределение нестационарной системы по энергии можно получить, применив к ψ(t) преобразование Фурье. Полученный энергетический спектр P(E), нормированный на единицу, описывается как
{\displaystyle P(E)={\frac {\Gamma }{2\pi }}\cdot {\frac {1}{(E-E_{0})^{2}+\Gamma ^{2}/4}}.}
Это распределение, изображённое на рисунке, известно как распределение Брейта — Вигнера (другие названия: распределение Лоренца, распределение Коши). Оно представляет собой колоколообразную кривую, напоминающую нормальное распределение Гаусса, однако имеет более «тяжёлые» хвосты, то есть медленнее стремится к нулю вдали от центрального значения, чем гауссиан. Таким образом, вероятность обнаружить распадающуюся систему в состоянии с данным значением энергии Е представляет собой симметричный пик с максимумом в Е0. Из графика видно, что Γ представляет собой полную ширину этого пика на половине высоты. Форма этого распределения подобна решению (в частотной области) уравнения для вынужденных колебаний классического диссипативного осциллятора (примеры таких систем — пружинный маятник с трением и колебательный контур с активным сопротивлением) с добротностью Q = E0/(2Γ) и резонансной частотой {\displaystyle \omega _{0}=E_{0}/\hbar } в режиме слабого затухания.
Поскольку Γ определяет скорость экспоненциального распада квантовомеханической системы, эта величина тесно связана с временем жизни τ, периодом полураспада T1/2 и постоянной распада λ системы:
{\displaystyle \Gamma =\hbar /\tau ,}
{\displaystyle \Gamma =\ln 2\cdot \hbar /T_{1/2},}
{\displaystyle \Gamma =\hbar \lambda .}
Распад системы по нескольким каналам описывается с помощью парциальных ширин распада. Общая ширина состояния равна сумме парциальных ширин каналов. Парциальная ширина распада по данному каналу пропорциональна вероятности распада по этому каналу. Ширина стационарного состояния равна нулю.
Ширина спектральной линии, вызванной переходом между двумя уровнями, равна сумме ширин обоих уровней.
Уширение линий в спектрах излучения и поглощения различных квантовомеханических систем обусловлено не только естественной шириной начального и конечного уровней, вызванной их квазистационарностью, но и другими причинами, например взаимодействием атомов с соседними атомами и молекулами, доплеровским уширением из-за теплового движения и т. п. Характерные ширины атомных оптических переходов в разрежённых холодных газах (близкие к естественным ширинам) имеют порядок 10−7—10−8 эВ, что соответствует времени жизни уровней порядка 10—100 пикосекунд. Адронные резонансы, возникающие во взаимодействиях высокоэнергичных частиц на ускорителях и проявляющиеся как пики в полном сечении образования вторичных частиц, могут иметь полные ширины распада от единиц до сотен МэВ, соответствующие временам жизни 10−21—10−24 с. В апреле 2014 года коллаборация CMS сообщила, что у бозона Хиггса ширина меньше 17 МэВ.